# Alice Stewart (Kommentatorin)
Alice Stewart (* 11. März 1966 in Atlanta, Georgia; † 18. Mai 2024 in Belle Haven, Fairfax County, Virginia) war eine US-amerikanische Fernsehjournalistin.

## Leben
Stewart absolvierte ein Studium in Rundfunknachrichten und Politikwissenschaften an der Universität von Georgia. Sie begann ihre Karriere als Lokalereporterin und Produzentin in Georgia, bevor sie nach Little Rock, Arkansas, für eine Stelle als Nachrichtensprecherin zog. Später wurde sie Pressesprecherin im Büro des damaligen Gouverneurs von Arkansas, Mike Huckabee. Sie lebte zuletzt im Norden Virginias, wo sie im Alter von 58 Jahren im Mai 2024 tot aufgefunden wurde.

## Wirken
Stewart machte sich als politische Strategin einen Namen und war in verschiedenen führenden Rollen in republikanischen Präsidentschaftskampagnen tätig, unter anderem für Mike Huckabee, Michele Bachmann, Rick Santorum und Ted Cruz. Im Jahr 2016 begann sie bei CNN eine Stelle als politische Kommentatorin, wo sie eine konservative Perspektive einbrachte. Stewart gewann einen Emmy Award. Darüber hinaus engagierte sie sich als Beraterin am Institut für Politik der Harvard University und war eine der Gastgeber des Podcasts Hot Mics From Left to Right.